# Aporomyces szaboi
Aporomyces szaboi är en svampart som beskrevs av Bánhegyi 1944. Aporomyces szaboi ingår i släktet Aporomyces och familjen Laboulbeniaceae.   Inga underarter finns listade i Catalogue of Life.